# Heather Moody
Heather Moody (Rexburg, Estats Units 1973) és una jugadora de waterpolo estatunidenca, ja retirada, guanyadora de dues medalles olímpiques.

## Biografia
Va néixer el 21 d'agost de 1973 a la ciutat de Rexburg, població situada a l'estat d'Idaho.

## Carrera esportiva
Va participar en els Jocs Olímpics d'Estiu de 2000 realitzats a Sydney (Austràlia), on va aconseguir la medalla de plata amb la selecció nord-americana al perdre la final de waterpolo contra la selecció australiana. En els Jocs Olímpics d'Estiu de 2004 realitzats a Atenes (Grècia) aconseguí guanyar la medalla de bronze al guanyar el partit de consolació a la selecció australiana, sent la capitana de l'equip nord-americà.
Al llarg de la seva carrera ha aconseguit una medalla d'or en el Campionat del Món de natació l'any 2003.